# Bacchisa guerryi
Bacchisa guerryi là một loài bọ cánh cứng trong họ Cerambycidae.